# Валінде-Алія
Валінде-Алія (перс. ولینده علیا) — село в Ірані, входить до складу дехестану Ровзех-Чай у Центральному бахші шахрестану Урмія провінції Західний Азербайджан.